# 소니 DSLR-A900
소니 알파 DSLR-A900(Sony Alpha DSLR-A900)는 2008년 9월 9일에 발표된 소니의 풀프레임 디지털 SLR이다. 35mm 1:1판형의 카메라 중 최초로 센서를 움직이는 형태의 손떨림 방지 기능(SteadyShot INSIDE)을 내장하였다. 35.9 x 24.0 mm 크기에 2460만 유효 화소를 가지는 소니 CMOS 이미지 센서를 가지고 있다. 경쟁 모델로는 캐논 EOS 5D Mark II와 니콘의 D700이 있다.

## 사진

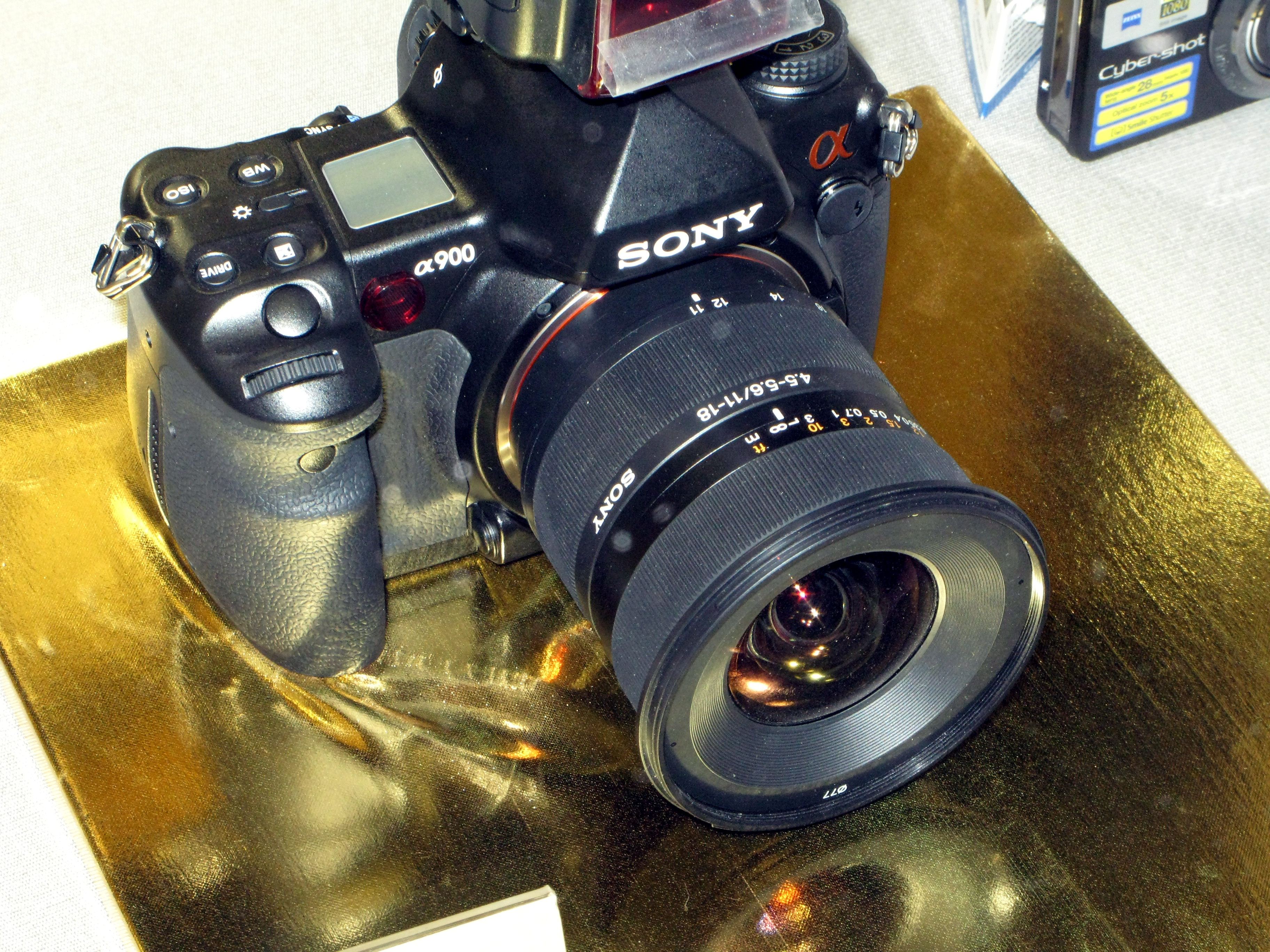
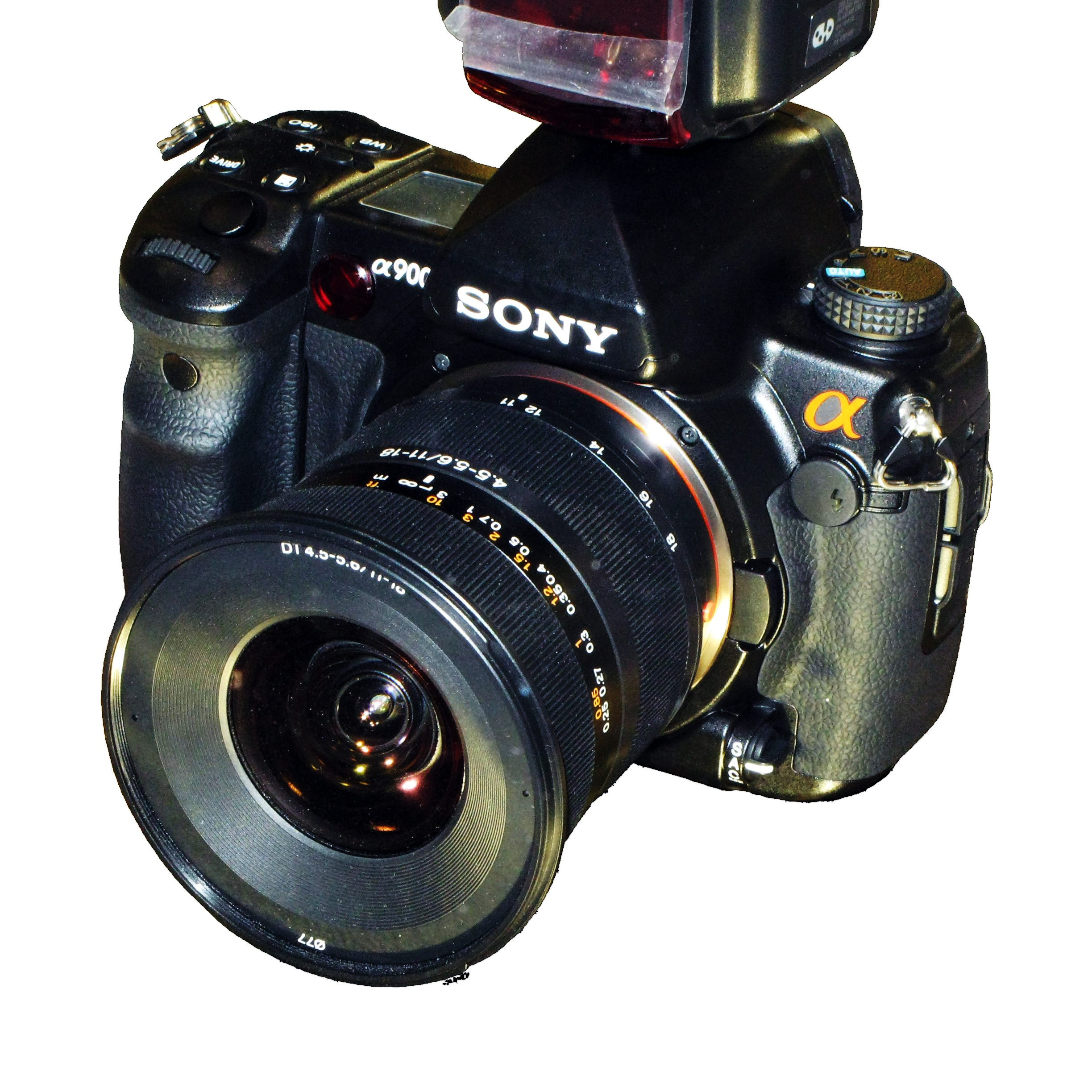
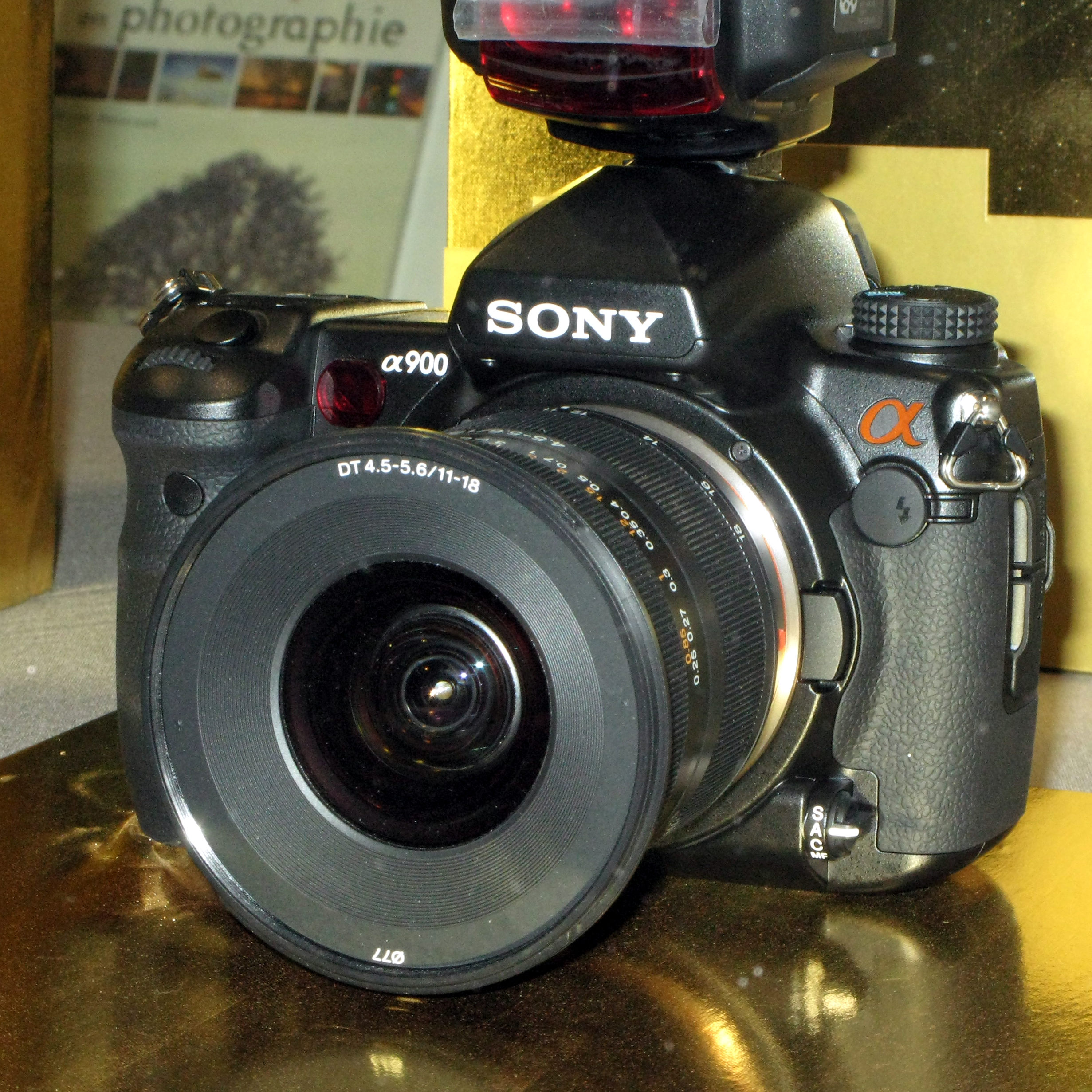

## 같이 보기
- 미놀타 AF 카메라 시스템
- 풀프레임 DSLR